# كارولين بينيت
كارولين بينيت (بالفرنسية: Carolyn Bennett)‏ (و. 1950  م) هي سياسية، وطبيبة كندية، ولدت في تورونتو، هي عضوةٌ الحزب الليبرالي الكندي.

## مناصب
تولت منصب Minister of Crown–Indigenous Relations ‏ (منذ 4 نوفمبر 2015)
- عضو مجلس العموم الكندي (منذ 19 أكتوبر 2015)[6][7]
- عضو مجلس العموم الكندي (2 مايو 2011–18 أكتوبر 2015)
- عضو مجلس العموم الكندي (14 أكتوبر 2008–1 مايو 2011)
- عضو مجلس العموم الكندي (23 يناير 2006–13 أكتوبر 2008)
- عضو مجلس العموم الكندي (28 يونيو 2004–22 يناير 2006)
- عضو مجلس العموم الكندي (27 نوفمبر 2000–27 يونيو 2004)
- عضو مجلس العموم الكندي (2 يونيو 1997–26 نوفمبر 2000).

## التعليم
تعلمت في كلية هافركايل ‏، وجامعة تورنتو.